# Pandora Papers
Pandora Papers – zbiór 11,9 miliona ujawnionych dokumentów (zawierających 2,9 terabajta danych), opublikowanych przez Międzynarodowe Konsorcjum Dziennikarzy Śledczych (ICIJ) 3 października 2021 r. Organizacje informacyjne ICIJ określiły ten wyciek dokumentów jako dotychczas najbardziej obszerne ujawnienie tajemnic finansowych, zawierające dokumenty, obrazy, e-maile i arkusze kalkulacyjne z 14 firm świadczących usługi finansowe, w krajach takich jak Panama, Szwajcaria i Zjednoczone Emiraty Arabskie, przewyższające poprzedni wyciek tak zwanych Panama Papers z 2016 r., które z kolei zawierało 11,5 miliona poufnych dokumentów.
Według doniesień prasowych szacuje się, że 32 biliony dolarów amerykańskich (z wyłączeniem wartości niepieniężnych, takich jak nieruchomości, dzieła sztuki i biżuteria) mogło zostać ukryte przed opodatkowaniem.